# 26513 Newberry
26513 Newberry è un asteroide della fascia principale. Scoperto nel 2000, presenta un'orbita caratterizzata da un semiasse maggiore pari a 2,4225850 UA e da un'eccentricità di 0,0902556, inclinata di 5,62166° rispetto all'eclittica.